# Гетто в Лукомле (Витебская область)
Гетто в Лукомле (лето 1941 — 18 октября 1941) — еврейское гетто, место принудительного переселения евреев деревни Лукомль Чашникского района Витебской области и близлежащих населённых пунктов в процессе преследования и уничтожения евреев во время оккупации территории Белоруссии войсками нацистской Германии в период Второй мировой войны.

## Оккупация Лукомля и создание гетто

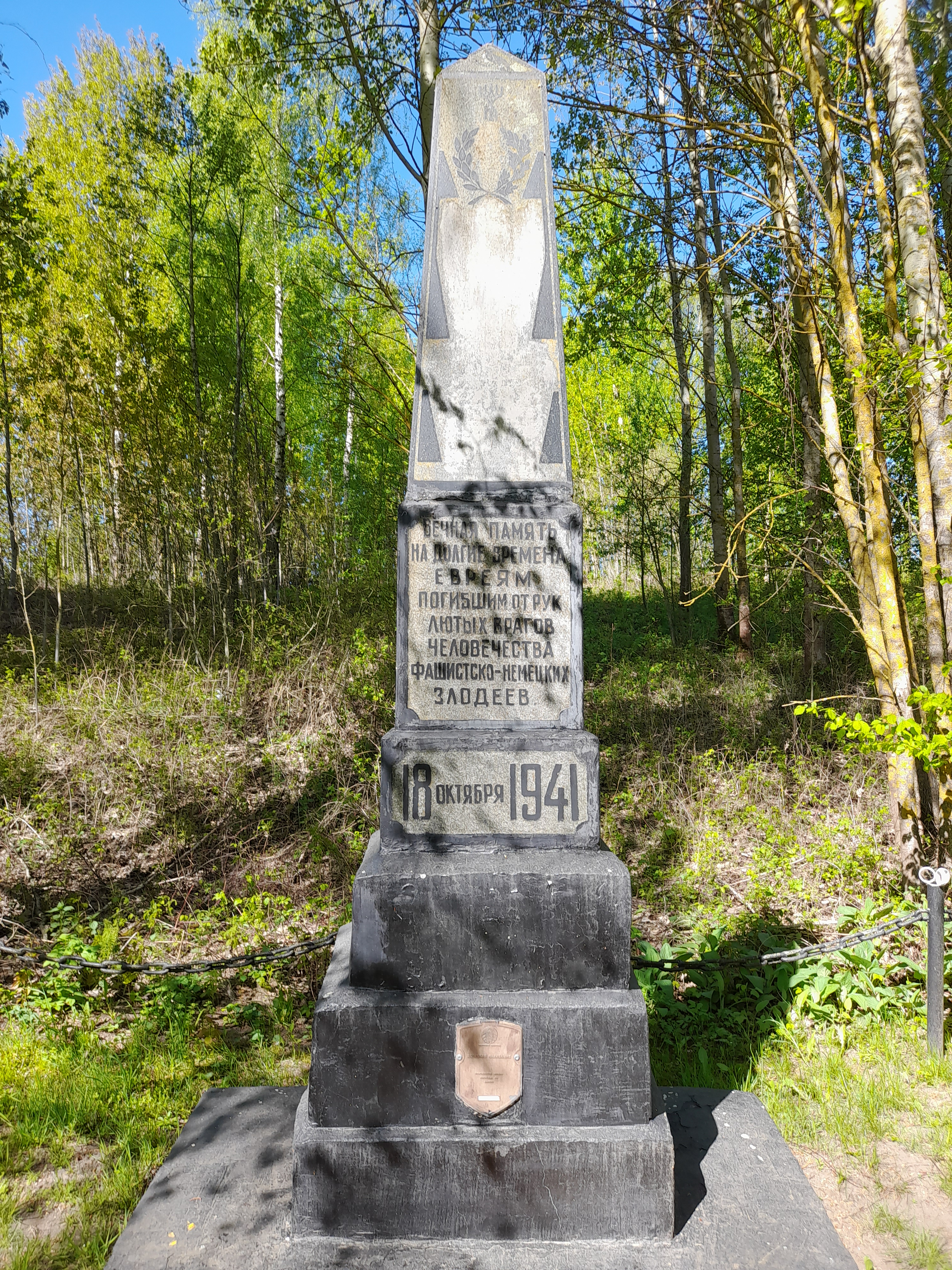
Памятник евреям Лукомля на еврейском кладбище

Немецкие войска заняли Лукомль в первых числах июля 1941 года. Начальником лукомльской полиции стал Чугунов Павел Сергеевич.
Реализуя нацистскую программу уничтожения евреев, немцы создавали гетто почти во всех городах и населённых пунктах Беларуси, где проживало еврейское население. Так и в Лукомле оккупанты организовали гетто. Весь центр Лукомля занимали еврейские дома, близко расположенные друг от друга. Поэтому немцы, создав в местечке гетто, евреев не переселяли, а оставили на своих местах, заставив всех пришить на одежду желтые шестиконечные звезды.

## Уничтожение гетто
Утром 18 октября (13 сентября, 13 октября) 1941 года всем евреям деревни приказали собраться на площади. Объявив обречённым людям, что их якобы переводят в гетто в Чашники, полицаи на самом деле погнали их к еврейскому кладбищу, где заранее была выкопана огромная расстрельная яма.
Дочь местного раввина Исаака Лапуса попыталась убежать — и стала первой жертвой. Спаслись только сестры Гуревич — Кейля и Роня, уйдя заранее в Богушевск, где их месяц прятала знакомая женщина, а потом помогла уйти к партизанам. Также спасли младенца Иду Рутман, незаметно положив её в канаву по дороге на расстрел.
Всего в результате этой «акции» (таким эвфемизмом нацисты называли организованные ими массовые убийства) были убиты около 150 (138) еврейских семей, или около 300 (347) человек.

## Память
В 1954 году Ефим Исаакович Рутман, местный уроженец, воевавший на фронте и вернувшийся в Лукомль, своими руками изготовил и установил памятник на могиле убитых евреев (в том числе, и своих родных) недалеко от еврейского кладбища. Рутман и ещё один еврей из Лукомля Ханон Исаакович Лапус, тоже вернувшийся с фронта, завещали похоронить себя рядом с могилой погибших евреев. Так и получилось — Лапуса похоронили справа от памятника жертвам геноцида евреев, Рутмана — слева.
В августе 2020 года в центре Лукомля был установлен новый памятник убитым евреям.
Опубликованы неполные списки убитых евреев Лукомля.